# وثنية قلطية
تتضمن الوَثَنِيَّةُ القِلْطِيَّةُ المعتقدات والممارسات الدينية التي كانت تعتنقها شعوب العصر الحديدي الذين سكنوا أوروبا الغربية والمعروفين اليوم باسم القلط، تقريبًا ما بين سنة 500 قبل العصر المسيحي إلى سنة 500 بعد العصر المسيحي التي امتدت من فترة لاتين (La Tène period) حتى العهد الروماني، أما بالنسبة لقلط الجزر (Insular Celts) فشملت أيضا العصر الحديدي البريطاني والأيرلندي.
وكان الشرك القلطي عنصرًا من عناصر مجموعة أكبر من الأديان الإلحادية الموجودة في الأسرة الهندية الأوروبية. وشهدت هذه المجموعة من الأديان درجة كبيرة من الاختلاف على المستويين الجغرافي والزمني رغم أنه «يمكن اكتشاف أوجه تشابه هيكلية كثيرة من وراء هذا الاختلاف» الأمر الذي سمح بوجود «تجانس ديني أساسي» بين الشعوب القلطية.
وتتكون الآلهة القلطية من مجموعة هائلة من أسماء الآلهة المسجّلة في وصف الأعراق البشرية الإغريقية الرومانية وعلم دراسة النقوش. ومن أبرز تلك الآلهة تيوتاتيس (Teutatis) وترانيس (Taranis) ولوجوس (Lugus) وسيرنونوس (Cernunnos) المرسوم على مرجل جونديسترب.
ووردت أسماء شخصيات من الأساطير الأيرلندية المنسوبة للقرون الوسطى في علم الأساطير المقارن، وفسرت على أنها مأخوذة من كتابات يوهيميروس عن آلهة قلط الجزر في عصر ما قبل المسيحية.
أما السمة التي برزت بشدة في الأديان القلطية على النحو الوارد إلينا في التأريخ الروماني فهي إسرافهم في تقديم القرابين البشرية.
وفقًا للروايات اليونانية والرومانية، كان يعيش في بلاد الغال - بريطانيا وأيرلندا - طبقة كهنوتية من «المتخصصين في الدين والسحر» يطلق عليها درويدس، إلا أنه لم يرد إلينا من خبرهم إلا القليل النادر.
فبعد غزو الإمبراطورية الرومانية لبلاد الغال (58–51 قبل العصر المسيحي) وجنوب بريطانيا (43 بعد العصر المسيحي)، بدأت الممارسات في الأديان القلطية تتخذ منحى الرومنة، الأمر الذي نجم عنه ثقافة غالي رومانية توفيقية مع معتقداتها الدينية والمجموعة الكبيرة من الآلهة مثل سيرنونوس (Cernunnos) وأرشيو (Artio) وتيليسفوروس (Telesphorus) وغيرهم.
وفي القرنين المتأخرين الخامس والسادس، أصبحت المسيحية هي العقيدة المسيطرة في المنطقة القلطية خلفًا للمعتقدات المسيحية. ومع ذلك تركت المعتقدات المسيحية تراثًا كبيرًا في البلاد القلطية لتؤثر في الميثولوجيا اللاحقة ومثلت أساسًا بنيت عليه حركة دينية جديدة هي الوثنية الجديدة القلطية (Celtic Neopaganism) ظهرت في القرن العشرين.

## المصادر الأثرية

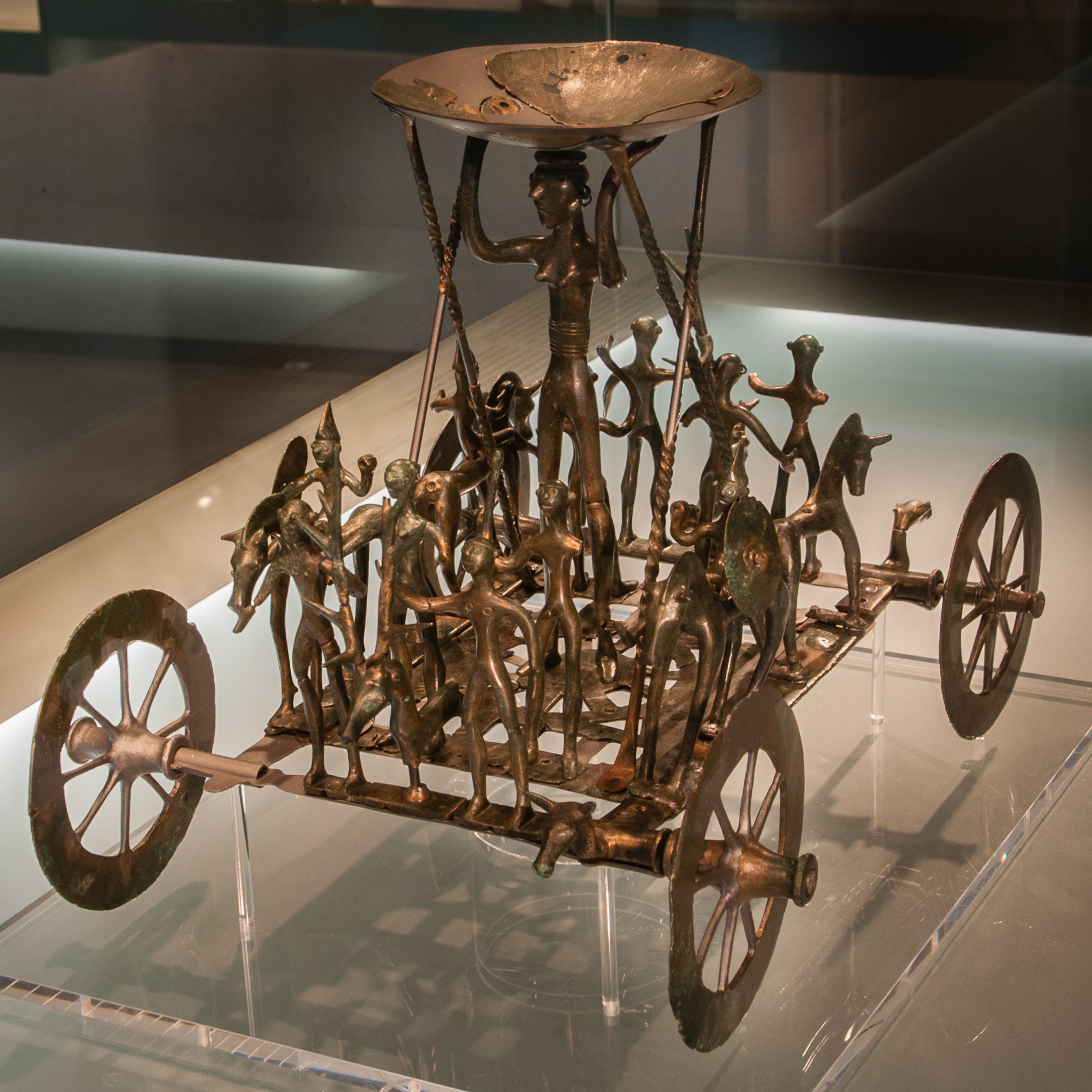
عربة شتريتفيغ الطقسية العائدة لحوالي 600ق.م